# Thược dược Brown
Thược dược Brown (danh pháp hai phần: Paeonia brownii) là một loài thực vật trong họ Paeoniaceae, bản địa tây Hoa Kỳ, mọc ở xứ có Artemisia tridentata và thông Ponderosa khô ráo. Ngoại trừ Paeonia californica, đôi khi được coi là một phân loài của loài này, đây là loài Paeonia duy nhất bản địa Bắc Mỹ.
Là loài bản địa tây Hoa Kỳ, P. californica mọc ở nam California, và phân loài brownii bản địa Wyoming và Utah.
Cây cao 24–50 cm với hoa có màu nâu sẫm tối đường kính 2–3 cm. Cây nở hoa tháng 4 đến tháng 6.
Loài này mọc ở khu vực có cao độ cao và trải qua mùa đông dài và lạnh và không có tuyết rơi hay ít tuyết rơi.
Nó được đặt tên theo nhà thực vật học người Scotland Robert Brown.